# Syconycteris
Syconycteris — рід рукокрилих, родини Криланових, що об'єднує 3 види тварин.

## Морфологія
Морфометрія. У Syconycteris australis і Syconycteris hobbit довжина голови й тіла: 50—75 мм, довжина передпліччя: 38—50 мм, вага S. australis: 11,5—25 гр, вага S. hobbit: 11,5—25 гр., у значно більшого Syconycteris carolinae довжина голови й тіла: 83—98 мм, довжина передпліччя: 56—62 мм, вага S. australis: 35—47 гр.
Опис. Забарвлення від червонувато-коричневого чи сірувато-коричневого до темно-коричневого зверху, знизу світліше. Язик довгий, вузький для харчування пилком і нектаром.

## Поведінка
Мешкає в різних видах лісів та рідколісь.

## Види
- Syconycteris
  - Syconycteris australis
  - Syconycteris carolinae
  - Syconycteris hobbit